# Heidi (Opossum)

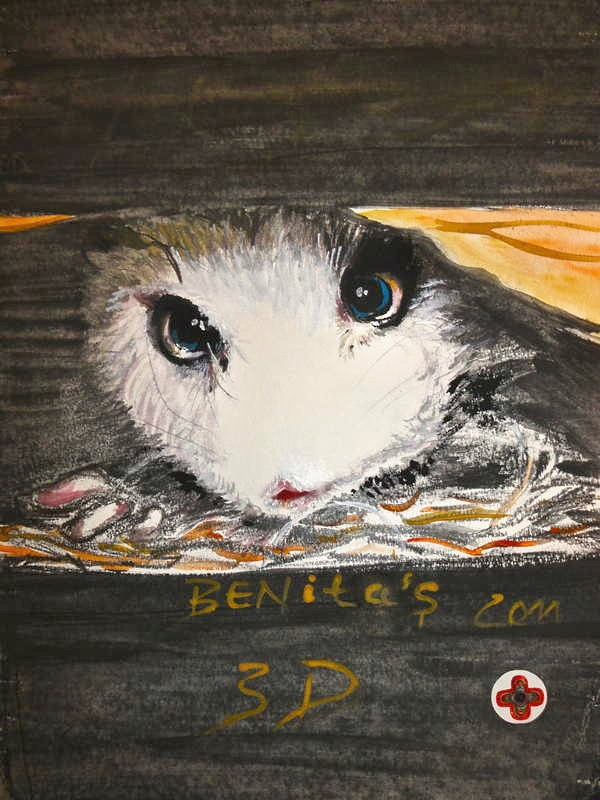
Zeichnung (2011)

Heidi (* 2008 in North Carolina, Vereinigte Staaten; † 28. September 2011 in Leipzig) war ein Opossumweibchen, das in der Tropenhalle Gondwanaland im Zoo Leipzig lebte und aufgrund seines markanten Aussehens (starkes Schielen und vorstehende Augen) mediale Aufmerksamkeit erhielt.

## Leben
Heidi gehörte zur Art der Virginia-Opossums. Sie wurde gemeinsam mit Schwester Naira in freier Wildbahn geboren und in einer Tierstation großgezogen, nachdem die beiden mutterlos von Wildhütern gefunden worden waren. Nachdem Heidi zunächst an einen Zoo im dänischen Odense verkauft worden war, kam sie im Mai 2010 gemeinsam mit ihrer Schwester nach Deutschland in den Zoo Leipzig. Aufgrund von Quarantänebestimmungen und einer Eingewöhnungszeit war Heidi lange Zeit nicht im öffentlichen Bereich des Zoos zu sehen. Der Grund für ihr Schielen ist nicht bekannt. Eine Hypothese für die Entstehung der „Glubschaugen“ ist das Übergewicht, mit dem das Tier in Deutschland ankam. Fetteinlagerungen in den Augenhöhlen sollen die Ursache für Heidis ungewöhnliches Aussehen gewesen sein. Durch eine Abmagerungskur mit Gemüse und magerem Fleisch sollte die Fehlstellung der Augen geheilt werden.
Aufgrund von Altersschwäche, die sich unter anderem in Arthrose und Bewegungseinschränkungen äußerte, wurde die Beutelratte am 28. September 2011 um 07:30 Uhr von Klaus Eulenberger eingeschläfert, nachdem man zuvor versucht hatte, den Zustand des Tieres durch Medikamente und Vitamingaben zu stabilisieren.

## Medienecho

### Aufstieg zum Medienstar
Die erste Präsentation des Tieres im Dezember 2010 traf auf ein bundesweites Medienecho und weitete sich schnell zu einem weltweiten Medienthema und Internetphänomen aus. Das Time Magazine etwa schrieb: „Not content with Knut the polar bear, Paul the octopus and David Hasselhoff, Germans now have a brand new fascination“ (dt. Nicht genug mit Knut, dem Eisbären, Paul, dem Kraken und David Hasselhoff, haben die Deutschen jetzt eine brandneue Attraktion). Im Januar gab der MDR bekannt, Heidi im Rahmen ihrer Sendung Elefant, Tiger & Co. eine Telenovela mit 20 Folgen zu widmen. Das Format läuft unter dem Titel Heidi – schielend ins Glück. Die Heidinovela. Eine Fanseite auf Facebook hatte bereits Anfang Januar 2011 mehr Mitglieder als die Seite der Bundeskanzlerin Angela Merkel. Das Tier war zudem auf der Titelseite der Februarausgabe 2011 des Satiremagazins Titanic abgebildet. Der dänische Schauspieler Morten Grunwald („Benny“ aus der Olsenbande), der ebenfalls wie Heidi aus Odense stammt, sollte für das schielende Opossum eine Patenschaft übernehmen. Ein spezieller Besuch im Leipziger Zoo war dazu schon geplant.
Im Februar 2011 war Heidi in mehreren Sendungen der US-Late-Night-Show Jimmy Kimmel Live! zu sehen. Sie sollte ähnlich dem Kraken-Orakel Paul Ergebnisse der Oscarverleihung 2011 voraussagen. Zu diesem Zweck wurden Aufnahmen in ihrem Gehege gemacht. Während sie in den beiden Kategorien Bester Hauptdarsteller und Beste Hauptdarstellerin mit Colin Firth (für seine Rolle in The King’s Speech) und Natalie Portman (für Black Swan) korrekt lag, erhielt das von ihr als Bester Film ausgewählte Drama 127 Hours keine Auszeichnung. Stattdessen wurde The King’s Speech bei der Verleihung am 27. Februar 2011 prämiert.

### Vermarktung
Schon bevor Heidi überhaupt besucht werden konnte – erst seit dem 1. Juli 2011 konnte die neue Tropenanlage Gondwanaland besichtigt werden – schätzten Marketingexperten, dass sich mit Werbeverträgen Millionen Euro verdienen lassen. Der Zoo Leipzig hat sich die Vermarktungsrechte gesichert und erklärte, das Geld aus dem „Heidi-Hype“ für das Artenschutzprogramm „Sabah-Nashorn auf Borneo“ des Leibniz-Instituts für Zoo- und Wildtierforschung zur Verfügung zu stellen. Die Bad Kösener Spielzeugmanufaktur brachte im Februar 2011 ein Plüschtier des Opossums Heidi auf den Markt. Eine Leipziger Firma entwickelte zudem eine Spiele-App für das Handy, in der Heidi die Hauptdarstellerin ist.
Günter Bentele zufolge bediente Heidi mit einer Kombination aus Mitleidsmasche und Skurrilität zwei wesentliche Punkte der heutigen Aufmerksamkeitslogik.

### Rezeption in der Kunst
Der Comic Tiervergleiche (2025) von Katz & Goldt handelt von einem politischen Karikaturisten, der die Linken-Politikerin Heidi Reichinnek mit dem Opossum vergleicht und dafür vor Gericht kommt.